# Deutsche Marktgilde
Die Deutsche Marktgilde eG (bis November 2009: DMG Marktgilde e.G.) ist ein Unternehmen der Dienstleistungsbranche, das Wochenmärkte veranstaltet. Zu diesem Zweck werden Marktplätze von Kommunen angemietet und an die Wochenmarkthändler („Beschicker“) weitervermietet.
Der Name „Marktgilde“ wurde in Anlehnung an die „Gilden“ des Mittelalters gewählt – Zusammenschlüsse von Kaufleuten einer Stadt oder einer Gruppe fahrender Händler zum Schutz und zur Förderung gemeinsamer Interessen (ähnlich den „Zünften“ der Handwerker). Einzelne Markthändler standen Mitte der 1980er Jahre aufgrund der allgemeinen Entwicklungen in der Einzelhandelsbranche (Stichworte: Discounter, Grüne Wiese, Konkurrenzsituation, Verdrängungswettbewerb usw.) vor zunehmenden wirtschaftlichen Problemen. Sie berichteten z. B., dass sie sich neben dem anstrengenden Tagesrhythmus aus Einkauf, Anreise zum Marktort, Standaufbau, Standbetreuung und Verkäufertätigkeit während der Marktzeit, Standabbau, Heimreise, Lagerarbeit und Sortimentsauffüllung, Verwaltungsarbeit usw. nicht in der Lage sahen, auch noch einen organisatorischen Rahmen für den Markt selbst aufzubauen und mit Leben zu füllen. Viele Wochenmärkte kümmerten vor sich hin oder schliefen ganz ein. Die Händler mussten um Standplätze auf wenigen attraktiven Plätzen kämpfen. Andere Einkaufsformen gruben den Wochenmärkten das Wasser immer mehr ab.
Weil von vielen städtischen Marktämtern, die traditionell Wochenmärkte in öffentlicher Trägerschaft veranstalten, wegen deren oft angespannter Haushaltslage keine große Unterstützung zu erwarten war, entstand die Idee: Mehrere Markthändler müssen sich zusammentun, um eine Organisation zu haben, die sich um ihre Wochenmärkte kümmert, im Wettbewerb mit anderen Einzelhandelsformen unterstützt – und so die Arbeitsplätze der einzelnen Händler sichert.
Hieraus entstand im Herbst 1985 in der südwestfälischen Stadt Siegen im Rahmen einer Gründungsversammlung die Genossenschaft. Sie setzte sich zum Ziel, als Mittler zwischen Markthändlern und Kommunen tätig zu werden und Wochenmärkte zum Wohl aller Beteiligten (Markthändler, Kommunen, Bevölkerung) zu betreiben. Schon bald konnten in Hennef (Nordrhein-Westfalen) und Langenselbold (Hessen) die ersten Wochenmärkte übernommen bzw. neu aufgebaut werden. Im Jahr 2020 betrieb die Deutsche Marktgilde Wochenmärkte in über 120 Kommunen in den meisten deutschen Bundesländern, u. a. auch in der sächsischen Landeshauptstadt Dresden, der Bundesstadt Bonn und in Leverkusen.
Um das Kerngeschäft der täglichen Organisation der Markttage auf den Marktplätzen herum entstanden im Laufe der Jahre aufgrund des verfolgten ganzheitlichen Ansatzes zahlreiche weitere Serviceleistungen. Die Hauszeitung „Der Wochenmarkt“ wird z. B. seit dem Jahr 1997 herausgegeben. Mit einer Auflage von über 13.000 Stück, die kostenlos an Markthändler, Kommunen, Verbände und sonstige am Wochenmarktgeschehen Interessierte abgegeben wird, gibt es ein Forum für die Entwicklungen rund um den Wochenmarkthandel. Die Gründung von ImoHa – Institut zur Erforschung und Förderung des mobilen Handels GmbH an der Hochschule Harz in Wernigerode im Jahr 2001 trug dazu bei, dass dem mobilen Handel in einer ganzen Reihe von Veranstaltungen erhöhte Aufmerksamkeit zukam. Weitere Tochtergesellschaften, die sich um spezielle Aspekte der Organisation von Wochenmärkten und des Wochenmarkthandels kümmern, folgten mit EMMA – Marketing für Wochenmärkte GmbH (2010) und ProWo – Managementlösungen für den Wochenmarkt GmbH (2020).